# Advocates for Self-Government

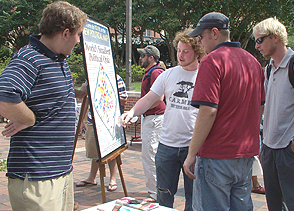
Estudiantes libertarios de la Universidad de Auburn llevando a cabo un evento de Operation: Politically Homeless, utilizando el World’s Smallest Political Quiz una aplicación del Gráfico de Nolan.

Advocates for Self-Government (en español: Defensores del autogobierno) es una organización no gubernamental de orientación libertaria. Fue fundada en 1985 por Marshall Fritz y su actual presidente es Sharon Harris. La organización es más conocida por popularizar World’s Smallest Political Quiz ("El test político más corto del mundo"), que ha sido tomado en línea más de 12 millones de veces. Advocates of Self-Government está a cargo de Operation: Politically Homeless (OPH), "Operación: Huérfanos políticos", unas cabinas de información, también mantiene una base de datos de celebridades de inclinación libertaria, y entrena a los libertarios para ser comunicadores efectivos de sus ideas.